# ルドルフ・ベラン

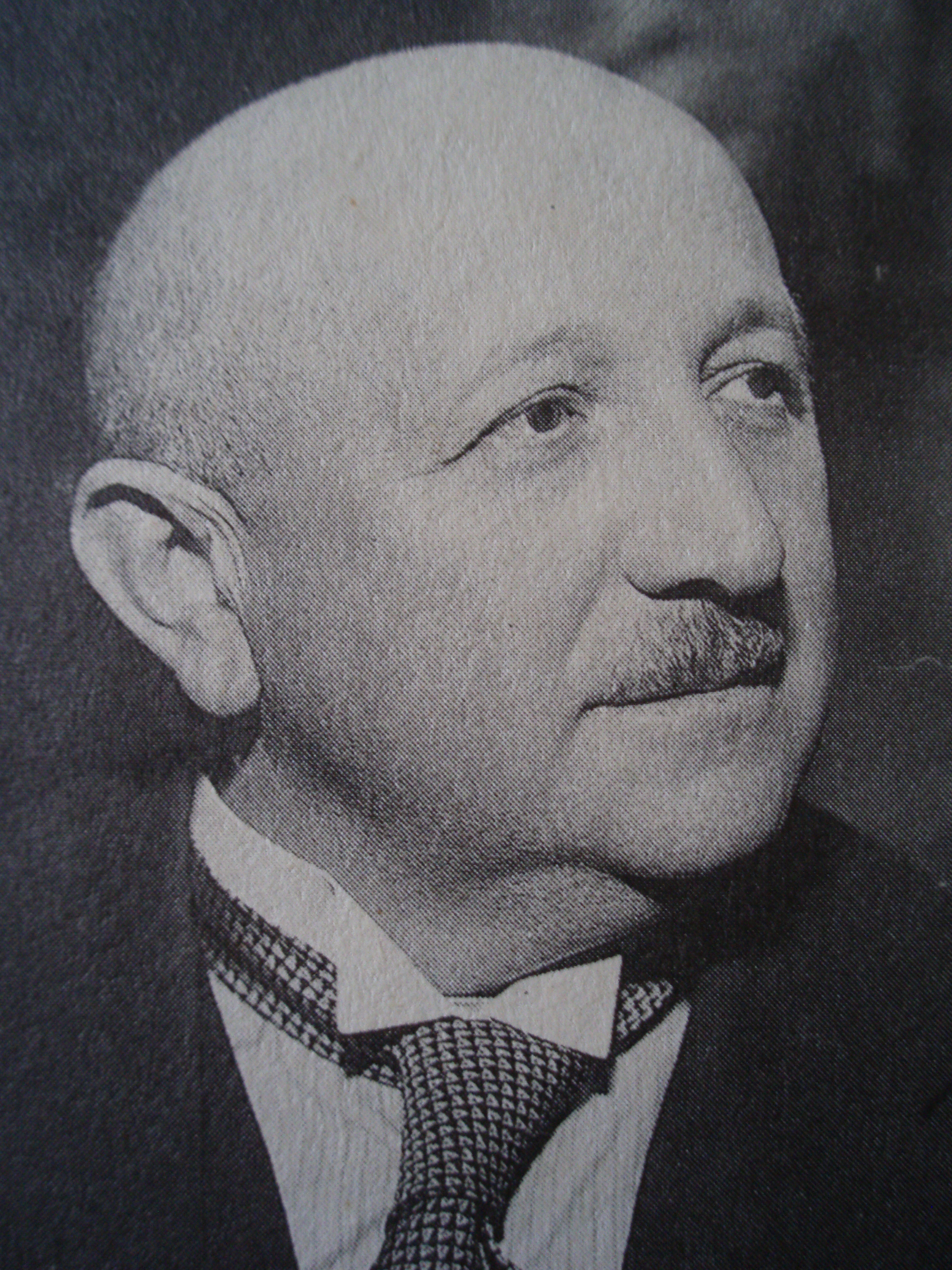
ルドルフ・ベラン

ルドルフ・ベラン（Rudolf Beran、1887年12月28日-1954年4月23日）は、チェコスロバキアの政治家。農業党の指導者。首相（1938-1939）。
南ボヘミア・ストラコニツェ郡出身。農業党幹部として、党首アントニーン・シュヴェフラを支え、彼の死後の1933年、党首に就任。ミュンヘン会談後の1938年11月、国民民主党、人民党、商工中産党、国民社会党など主要政党を統合した国民統一党を結成し、その党首となる。1938年12月、チェコスロバキア首相に就任し、ナチス・ドイツによるチェコスロバキア解体後の1939年4月27日までその地位にあった。ナチス占領期には抵抗運動に関わったが、戦後、共産主義政府によって対独協力の罪で逮捕された。1954年、スロバキア・トルナヴァ県のレオポルドフ収容所で死去。